# شهرستان کاستر (اکلاهما)
شهرستان کاستر، اوکلاهاما (به انگلیسی: Custer County, Oklahoma) شهرستانی در ایالات متحده آمریکا است که در اکلاهما واقع شده‌است.

## خصوصیات
شهرستان کاستر ۲٬۵۹۵ کیلومترمربع مساحت دارد.